# Ryan Edwards (Fußballspieler, November 1993)
Ryan Marc Edwards (* 17. November 1993 in Singapur) ist ein australischer Fußballspieler, der auf der Position des Mittelfeldspielers für Burton Albion spielt.
Der in Singapur geborene Edwards spielte Jugendfußball am Australian Institute of Sport und für den FC Reading, bevor er 2013 sein professionelles Debüt für Perth Glory während einer Leihe gab. Im Jahr 2015 verließ Edwards Reading, um zum schottischen Premiership-Club Partick Thistle zu wechseln. Edwards verließ Thistle nach dem Abstieg aus der ersten Liga im Jahr 2018 und unterschrieb bei Heart of Midlothian.
Er repräsentierte die U20 und U23 Nationalmannschaften von Australien. Im März 2017 wurde Edwards erstmals in die australische A-Nationalmannschaft berufen.

## Karriere

### Verein
Ryan Edwards wurde in Singapur als Sohn des ehemaligen australischen Fußballnationalspielers und heutigen Trainer Alistair Edwards und einer aus Singapur stammenden Mutter geboren. Um auf die Wehrpflicht in Singapur zu verzichten, für die er einberufen wurde, gab er die Staatsangehörigkeit des Landes auf. Sein älterer Bruder Cameron ist ebenfalls Profifußballer.
Bis zum Jahr 2011 spielte Edward am Australian Institute of Sport. Am 29. April 2011 wurde bekannt gegeben, dass er zusammen mit seinem älteren Bruder Cameron nach England zum FC Reading wechseln wird. Nachdem er zwei Jahre in der Jugend des Vereins verbracht hatte, wurde er von Juli 2013 bis Juni 2014 nach Australien zu Perth Glory verliehen. Sein Vater war zu diesem Zeitpunkt Trainer von Perth. Dieser verhalf ihm im Oktober 2013 zu seinem Debüt als Profi, als er in der Saison 2013/14 bei einer 1:3-Auswärtsniederlage gegen Adelaide United zum Einsatz kam. Nach der Spielzeit kehrte er nach Reading zurück.
Nach einem weiteren Jahr und sieben Einsätzen in der zweiten englischen Liga, wurde der auslaufende Vertrag von Edwards nicht verlängert. 
Im September 2015 unterzeichnete Edwards einen Einjahresvertrag bei Partick Thistle aus der Scottish Premiership. Edwards gab sein Debüt bei einem 3:0-Sieg gegen Dundee United im Oktober 2015. Am 1. April 2016 verlängerte Edwards seinen Vertrag bis zum Ende der Saison 2016/17, den er bereits im Juni 2016 bis zum Sommer 2020 verlängerte. Nachdem der Verein am Ende der Saison 2017/18 in die zweite Liga abgestiegen war, verließ er den Verein vorzeitig durch eine Klausel im Vertrag.
Am 6. Juni 2018 unterzeichnete Edwards einen Zweijahresvertrag bei Heart of Midlothian. Ende August 2018 wurde Edwards an den FC St. Mirren ausgeliehen. Er kehrte im Januar 2019 zurück zu den Hearts für die sein Debüt im Edinburgh Derby gegen Hibernian im April 2019 absolvierte. Mit den Hearts erreichte er das schottische Pokalfinale von 2019. Dabei unterlag er mit dem Team nach dem Führungstor, das er selbst erzielt hatte, mit 1:2 gegen Celtic Glasgow.
Im Juli 2019 wechselte er zu Burton Albion.

### Nationalmannschaft
Ryan Edwards war Kapitän der australischen U20-Nationalmannschaft und Teil des Kaders, der an der Weltmeisterschaft im Jahr 2013 teilnahm. 
Mit der U23 nahm er 2013 und 2016 an der Asienmeisterschaft teil. Im März 2017 wurde Edwards erstmals in die australische A-Nationalmannschaft berufen. Dort kam er jedoch zu keinem Einsatz.